# 維利霍維里格 (波爾塔瓦區)
49°38′35″N 34°44′19″E / 49.64306°N 34.73861°E
維利霍維里格（烏克蘭語：Вільховий Ріг），是烏克蘭的村落，位於該國中部波爾塔瓦州，由波爾塔瓦區負責管轄，處於科洛馬克河右岸，在韋爾博韋附近，2001年人口57。